# Plaza de Cristino Martos
La plaza de Cristino Martos es un espacio irregular entre las calles de la Princesa, al sur, y las confluyentes de San Bernardino, Manuel, Duque de Liria y Conde Duque, al norte-nordeste. Aunque antes se llamó plazuela de los Afligidos, desde 1895 lleva el nombre del orador Cristino Martos.

## Historia

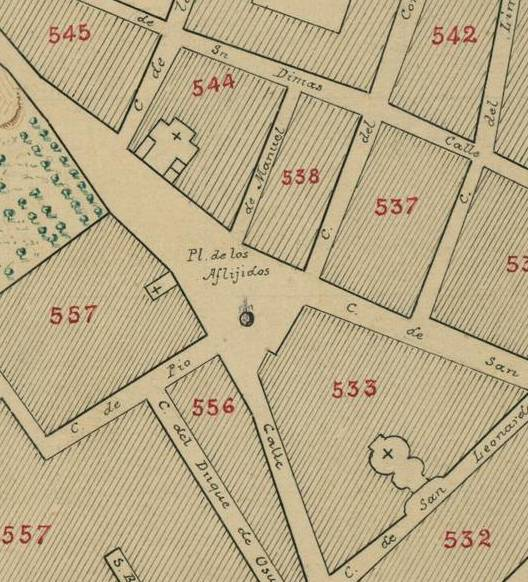
Detalle del plano de Madrid de Antonio Espinosa de los Monteros (1769) en el que se muestra la plazuela de los Afligidos. La manzana 544 corresponde al convento de San Joaquín, la 557 a las casas de los príncipes Pío de Saboya, con la capilla de N.S. de la Concepción, vulgo de la Cara de Dios enclavada en las mismas.

El espacio de la antigua plazuela, que aparece sin nombre en el plano de Texeira (1656), se asentaba al abrigo del convento de san Joaquín, más conocido como de de los Afligidos, por venerarse en él la virgen de los Afligidos. El edificio religioso fue cedido más tarde a los sacerdotes irlandeses llegados a España tras la muerte de Carlos I de Inglaterra, donde montaron su colegio hasta trasladarse a su sede fundacional en la calle del Humilladero, donde estuvo el hospital de San Patricio de Madrid.

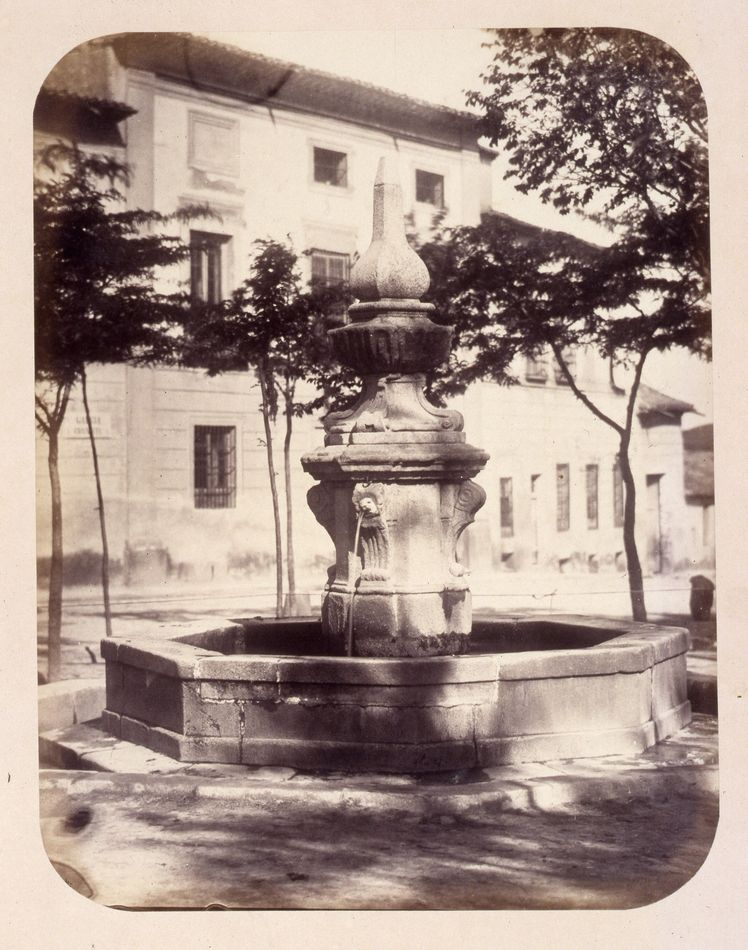
La desaparecida fuente vecinal en la Plazuela de los Afligidos, fotografiada por Alfonso Begué en 1864.

Asimismo, tuvo aquí sitio la primitiva fuente de San Joaquín, documentada ya en el citado plano de Pedro de Texeira como «una arca de agua» y dibujada también en el Antonio Espinosa de los Monteros (1769). Se surtía con el caudal aportado por el viaje de la Fuente Castellana, conectado con el de la Alcubilla y el de Contreras.
En aquella plazuela (de la que existen antecedentes de construcciones particulares desde 1717 y que aún conserva alguna fachada antañona como la del antiguo palacio de Toreno), ambientó Moratín su comedia La escuela de los maridos. También dio a la plaza la antigua Casa de socorro del distrito de Palacio.
Un acuerdo municipal del 27 de febrero de 1895 rebautizó la calle en recuerdo del político Cristino Martos. La doble escalinata del monumento al bacteriólogo Jaime Ferrán une la plazuela con la acera de los pares de la calle de la Princesa.